# Accusée, levez-vous !
Pour plus de détails, voir Fiche technique et Distribution.
Accusée, levez-vous ! est un film de procès français réalisé par Maurice Tourneur et sorti en 1930.

## Synopsis
Dans un cabaret parisien, une rivalité professionnelle éclate entre deux vedettes, Yvonne et Gaby. Peu après, le cadavre d'Yvonne est retrouvé. Lors du procès de Gaby, le vrai coupable sera finalement découvert.

## Fiche technique
- Titre original : Accusée, levez-vous !
- Réalisation : Maurice Tourneur, assisté de Jacques Tourneur
- Scénario : Jean-José Frappa, Mary Murillo
- Décors : Jacques Colombier
- Photographie : Victor Arménise, René Colas
- Son : Sundaë
- Montage : Jacques Tourneur
- Musique : José Lucchesi
- Société de production : Pathé-Natan
- Société de distribution : Pathé-Natan
- Pays d’origine :  France
- Langue originale : français
- Format : Noir et blanc — 35 mm — 1,20:1 — Son mono(RCA Photophone)
- Genre : drame judiciaire
- Durée : 110 minutes
- Date de sortie : France : 12 septembre 1930
- Affiche : Roland Coudon (France)

## Distribution
- Gaby Morlay : Gaby Delange
- André Roanne : André Darbois
- Suzanne Delvé : Yvonne Delys
- Gaston Mauger : Le directeur du théâtre
- Jean Dax : Larivière, le régisseur du music-hall
- Alexandre Mihalesco : Bonneau, le concierge
- Georges Paulais : le Procureur
- André Dubosc : le Président du Tribunal
- Camille Bert : l'avocat
- Guy Favières : l'Huissier aux Assises
- André Nicolle : le docteur Louis
- Paul Franceschi : Flamberger, le vieil acteur
- Charles Vanel : Henri Lapalle, le mari d'Yvonne Delys
- Raymond Aimos : un joueur de belote
- Jean-François Martial : un consommateur au musette
- Octave Berthier : le caissier
- Jean Robert : un garde municipal
- Fignolita : une habilleuse

## Chanson du film
- Melancolia, interprétée par André Roanne, musique de José Lucchesi, paroles françaises de Saint-Granier et Robert Cardinne-Petit, paroles espagnoles de Rogelio Huguet.

## Autour du film
- C'est le premier film parlant de Maurice Tourneur